# وی۱۹۷۴ ماکیان

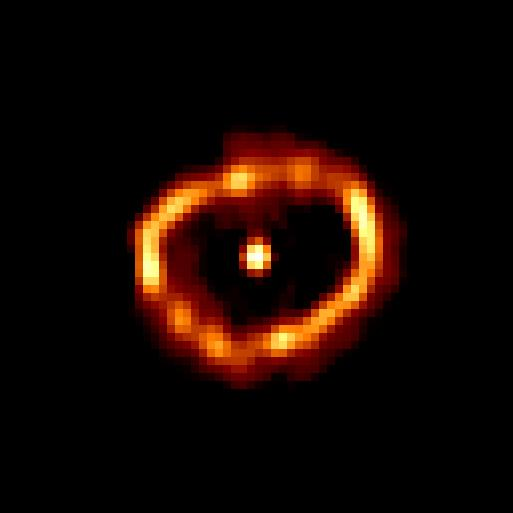
نمایی از ستارهٔ وی۱۹۷۴ ماکیان در منظومهٔ خورشیدی – ۱۹۹۴

وی۱۹۷۴ ماکیان یک ستاره است که در صورت فلکی ماکیان قرار دارد.